# Ian McDonald (hockey sur glace)
Pour les articles homonymes, voir McDonald et Ian McDonald.
Ian McDonald (né le 27 mars 1985 à Edmonton, dans la province de l'Alberta au Canada) est un joueur professionnel canadien de hockey sur glace. Il évolue au poste d'ailier.

## Carrière en club
Ian McDonald est le fils de Terry McDonald qui a joué au hockey sur glace portant les couleurs des Oil Kings d'Edmonton dans la Ligue de hockey de l'Ouest et ayant été repêché en quatre-vingt-unième position par les Blackhawks de Chicago lors du repêchage amateur de la LNH 1976. Ian évolue pour les Lions de Southgate au niveau Bantam AAA en 1999-2000 et compte cinquante points en trente-six matchs. Il est choisi par les Americans de Tri-City en troisième position après Braydon Coburn et Stefan Meyer lors du repêchage bantam 2000 de la Ligue de hockey de l'Ouest. Il passe reste avec les Lions la saison suivante et termine meilleur pointeur avec cent-sept points dont soixante-treize assistances de la ligue de hockey bantam majeur de l'Alberta. Il joue également trois matchs de la saison 2000-2001 en junior majeur avec les Americans, le premier en janvier, et les deux autres en mars pour une mention de passe décisive. L'équipe termine dernière de la division Ouest.
McDonald marque ses deux premiers buts ainsi que treize assistances en 2001-2002. Septième de la conférence Ouest, l'équipe est éliminée en huitième de finale de la Coupe Ed Chynoweth quatre victoires à une face aux Chiefs de Spokane.
L'équipe a le plus mauvais bilan de la ligue en 2002-2003. L'attaquant parvient à inscrire onze buts et douze assistances.
Il n'en inscrit que six en 2003-2004 mais progresse au chapitre des assistances avec un total de trente-huit. Troisième de la division U.S., Tri-City passe le premier tour face aux Winter Hawks de Portland en cinq matchs puis perd en six matchs face aux Rockets de Kelowna. McDonald marque quatre points dont trois aides.
En 2004-2005, il marque à seize reprises et ajoute vingt-six assistances. Il ajoute cinq points lors des cinq matchs du huitième de finale. Les Thunderbirds de Seattle mettent fin à la saison des Americans.
Il est nommé assistant capitaine de Matt Schneider lors de la saison 2005-2006. Il réalise sa saison la plus prolifique dans la LHOu avec trente-sept buts pour quatre-vingt-douze points, le meilleur total de son équipe et le troisième de la ligue après Troy Brouwer et Adam Cracknell respectivement cent-deux et quatre-vingt-treize points. Il est le meilleur passeur de la ligue avec cinquante-cinq assistances. Huitièmes de la conférence Ouest, les Americans prennent la dernière place qualificative pour les séries éliminatoires. McDonald marque un but lors des cinq matchs du huitième de finale perdu face aux Silvertips d'Everett.
Il joue ses trois premiers matchs professionnels lors des séries éliminatoires de la Coupe du président Ray Miron avec les Killer Bees de la vallée du Rio Grande dans la Ligue centrale de hockey en 2006. Il inscrit son premier but lors de sa première action face aux Bucks de Laredo au cours d'une victoire 5-4 et est nommé deuxième étoile du match. Les Bucks, futurs vainqueurs, remportent les deux matchs suivants et éliminent quatre victoires à deux les Killer Bees en quart de finale.
McDonald entame un cursus universitaire en éducation physique à l'Université de l'Alberta en 2006. Il joue parallèlement avec les Golden Bears dans le Sport interuniversitaire canadien. Il tourne à un point par match dans l'Association sportive universitaire de l'Ouest canadien lors de ses deux premières campagnes avec trente-huit points puis vingt-huit points en 2008-2009. Les Golden Bears remportent l'Association de l'Ouest canadien lors des quatre saisons disputées par McDonald avec l'équipe soit de 2007 à 2010. En 2008-2009, il marque vingt-quatre points en vingt-six matchs. Il est l'auteur d'une aide et d'un but lors de la victoire 3-2 face à l'Université du Nouveau-Brunswick en finale du championnat interuniversitaire canadien. Il s'agit de la treizième coupe Université pour sa formation. Il compte trente-points en vingt-huit matchs lors de la saison 2009-2010 portant donc sa moyenne à point par match lors des cent-vingt rencontres de saison régulière qu'il dispute en université.
Il passe professionnel en 2010 en signant chez les Nottingham Panthers dans le championnat EIHL. Il étudie parallèlement à l'Université de Derby. Fin janvier 2011, il met en accord avec le club un terme à contrat en raison du manque de temps de jeu dû à la position de douzième étranger que lui est accordée par les Panthers.
Il s'engage alors avec les Everblades de la Floride dans l'ECHL. Il compte six points en dix matchs avant que son contrat ne soit résilié. Il rejoint alors les Jackals d'Elmira dans la même ligue. Il sert une assistance en quatre parties lors du huitième de finale de la Coupe Kelly perdu trois succès à un face aux Road Warriors de Greenville.
En 2011-2012, il signe aux Eaters Geleen dans l'Eredivisie. Il est le meilleur compteur de son équipe, le troisième de la ligue avec quatre-vingt-huit points dont cinquante-et-une assistances en quarante-et-une rencontres. Après avoir battu Tilburg Trappers en trois matchs en demi-finale, Geleen l'emporte trois victoires à deux en finale face au HYS La Haye pour le premier titre de son histoire. L'attaquant manque les deux derniers matchs de la finale et dispute six matchs des séries éliminatoires pour huit points. Il est l'auteur de deux buts victorieux en demi-finale ainsi que d'un en finale.
Ses performances lui permettent d'être repéré par le Rosenborg IHK dans la GET ligaen. Il compte cinquante points dont vingt-quatre buts en trente-trois matchs soit le deuxième total de son équipe après Lou Dickenson qui en compte soixante-deux. L'équipe termine neuvième sur dix équipes en saison régulière. Elle remporte la poule de relégation durant laquelle les deux joueurs mènent leur équipe avec neuf points dont six buts en autant de matchs pour McDonald. 
Il part pour de nouveaux horizons en 2013-2014 chez le Beïbarys Atyraou. Il est le meilleur pointeur, buteur et passeur de son équipe en saison régulière du championnat kazakh avec cinquante-sept points dont vingt-sept buts et trente aides. Il est le septième compteur de la ligue en saison régulière que le Beïbarys termine à la troisième place de la saison régulière. L'équipe élimine le Berkout Karaganda avant de perdre face à l'Arlan Kokchetaou en demi-finale puis face à l'HK Arystan Temirtaou lors de la confrontation pour la troisième place. McDonald est moins en réussite avec un but et une assistance en neuf matchs.
Il découvre un nouveau pays en 2014-2015 en intégrant l'effectif des Diables rouges de Briançon, pensionnaires de la Ligue Magnus, premier niveau du championnat de France.

## Trophées et honneurs personnels

### LHOu
- 2005 : nommé joueur du mois de décembre.
- 2005-2006 : termine meilleur assistant.
- 2005-2006 : nommé dans la première équipe d'étoiles de la conférence Ouest.

### SIC
- 2007-2008 : nommé meilleur joueur du tournoi de la Coupe Université (Prix Major W.J.‘Danny’ McLeod).
- 2007-2008 : nommé dans l'équipe type du tournoi de la Coupe Université.

### Eredivisie
- 2011-2012 : participe au match des étoiles.

## Statistiques
| Saison    | Équipe                                 | Ligue        |    | Saison régulière | Saison régulière | Saison régulière | Saison régulière | Saison régulière |   | Séries éliminatoires | Séries éliminatoires | Séries éliminatoires | Séries éliminatoires | Séries éliminatoires |
| Saison    | Équipe                                 | Ligue        | PJ | B                | A                | Pts              | Pun              | PJ               | B | A                    | Pts                  | Pun                  |                      |                      |
| 1999-2000 | Lions de Southgate                     | LHBMA        | 36 | 24               | 26               | 50               |                  | -                | - | -                    | -                    | -                    |                      |                      |
| 2000-2001 | Lions de Southgate                     | LHBMA        | 40 | 34               | 73               | 107              |                  | -                | - | -                    | -                    | -                    |                      |                      |
| 2000-2001 | Americans de Tri-City                  | LHOu         | 3  | 0                | 1                | 1                | 0                | -                | - | -                    | -                    | -                    |                      |                      |
| 2001-2002 | Americans de Tri-City                  | LHOu         | 60 | 2                | 13               | 15               | 10               | 5                | 0 | 0                    | 0                    | 0                    |                      |                      |
| 2002-2003 | Americans de Tri-City                  | LHOu         | 69 | 11               | 12               | 23               | 19               | -                | - | -                    | -                    | -                    |                      |                      |
| 2003-2004 | Americans de Tri-City                  | LHOu         | 61 | 6                | 38               | 44               | 14               | 11               | 1 | 3                    | 4                    | 4                    |                      |                      |
| 2004-2005 | Americans de Tri-City                  | LHOu         | 65 | 16               | 26               | 42               | 14               | 5                | 2 | 3                    | 5                    | 2                    |                      |                      |
| 2005-2006 | Americans de Tri-City                  | LHOu         | 71 | 37               | 55               | 92               | 16               | 5                | 1 | 0                    | 1                    | 2                    |                      |                      |
| 2005-2006 | Killer Bees de la vallée du Rio Grande | LCH          | -  | -                | -                | -                | -                | 3                | 1 | 0                    | 1                    | 0                    |                      |                      |
| 2006-2007 | Golden Bears de l'Alberta              | SIC          | 38 | 16               | 22               | 38               | 20               | -                | - | -                    | -                    | -                    |                      |                      |
| 2007-2008 | Golden Bears de l'Alberta              | SIC          | 28 | 11               | 17               | 28               | 10               | -                | - | -                    | -                    | -                    |                      |                      |
| 2008-2009 | Golden Bears de l'Alberta              | SIC          | 26 | 6                | 18               | 24               | 16               | -                | - | -                    | -                    | -                    |                      |                      |
| 2009-2010 | Golden Bears de l'Alberta              | SIC          | 28 | 14               | 16               | 30               | 10               | -                | - | -                    | -                    | -                    |                      |                      |
| 2010-2011 | Nottingham Panthers                    | EIHL         | 34 | 12               | 17               | 29               | 16               | -                | - | -                    | -                    | -                    |                      |                      |
| 2010-2011 | Everblades de la Floride               | ECHL         | 10 | 1                | 5                | 6                | 2                | -                | - | -                    | -                    | -                    |                      |                      |
| 2010-2011 | Jackals d'Elmira                       | ECHL         | -  | -                | -                | -                | -                | 4                | 0 | 1                    | 1                    | 0                    |                      |                      |
| 2011-2012 | Eaters Geleen                          | Eredivisie   | 41 | 37               | 51               | 88               | 14               | 6                | 3 | 5                    | 8                    | 6                    |                      |                      |
| 2012-2013 | Rosenborg IHK                          | GET Ligaen   | 33 | 24               | 26               | 50               | 22               | -                | - | -                    | -                    | -                    |                      |                      |
| 2013-2014 | Beïbarys Atyraou                       | Kazakhstan   | 54 | 27               | 30               | 57               | 28               | 9                | 1 | 1                    | 2                    | 0                    |                      |                      |
| 2014      | Diables rouges de Briançon             | MdC          | 1  | 0                | 0                | 0                | 2                | -                | - | -                    | -                    | -                    |                      |                      |
| 2014-2015 | Diables rouges de Briançon             | LdC          | 6  | 2                | 1                | 3                | 2                | -                | - | -                    | -                    | -                    |                      |                      |
| 2014-2015 | Diables rouges de Briançon             | CdlL         | 6  | 2                | 2                | 4                | 2                | -                | - | -                    | -                    | -                    |                      |                      |
| 2014-2015 | Diables rouges de Briançon             | CdF          | -  | -                | -                | -                | -                | 4                | 1 | 1                    | 2                    | 0                    |                      |                      |
| 2014-2015 | Diables rouges de Briançon             | Ligue Magnus | 26 | 12               | 10               | 22               | 8                | 8                | 1 | 1                    | 2                    | 4                    |                      |                      |
| 2015-2016 | MAC Budapest                           | MOL Liga     | 47 | 25               | 68               | 93               | 2                | 10               | 1 | 10                   | 11                   | 2                    |                      |                      |
| 2016-2017 | ASC Corona Brașov                      | MOL Liga     | 38 | 26               | 36               | 62               | 8                | 7                | 7 | 6                    | 13                   | 4                    |                      |                      |
| 2016-2017 | ASC Corona Brașov                      | Roumanie     | 21 | 20               | 24               | 44               | 6                | 7                | 5 | 6                    | 11                   | 0                    |                      |                      |
| 2017-2018 | HC Gherdeina                           | Alps HL      | 15 | 9                | 10               | 19               | 6                | -                | - | -                    | -                    | -                    |                      |                      |
| 2017-2018 | Selber Wölfe                           | Oberliga     | 33 | 19               | 42               | 61               | 10               | 11               | 7 | 14                   | 21                   | 8                    |                      |                      |
| 2018-2019 | Selber Wölfe                           | Oberliga     | 49 | 37               | 60               | 97               | 24               | 7                | 8 | 6                    | 14                   | 0                    |                      |                      |
| 2019-2020 | Selber Wölfe                           | Oberliga     | 50 | 24               | 59               | 83               | 16               | -                | - | -                    | -                    | -                    |                      |                      |